# Джина Шей
Джина Шей (англ. Gina Shay; нар. 14 січня 1972) — кінопродюсер компанії DreamWorks Animation, що спеціалізується на повнометражних анімаційних фільмах. Її багаторічна робота в галузі анімації принесла їй велике визнання, а також у 2011 році призвела до її номінації на премію Товариства візуальних ефектів за видатну анімацію в повнометражному анімаційному фільмі завдяки її внеску у фільм «Шрек назавджи» 2010 року.
Останнім часом Джина Шей, працюючи продюсером анімаційного фільму DreamWorks «Тролі» 2016 року, висловила свою позицію, яка виступає за створення контенту, який впливає на позитивні образи тіла у молоді. Джина Шей вербалізувала цю ідею на презентації DreamWorks Animation у залі H San Diego Comic-Con 2016 року, заявивши:
|  | Як режисери, ми відчуваємо, що це наш обов'язок - дати дівчаткам незабутніх персонажів, які не змушують їх відчувати себе неповноцінними в образі тіла. Моїй доньці одинадцять, у неї справді потужний розум, і я б хотіла, щоб вона використовувала його для розвитку уяви, а не для того, щоб зациклюватися перед дзеркалом, бо всі дівчата красиві. |

Шей розлучилася з сином Ральфа Бакши, Престоном. Вона почала свою кар'єру в якості асистента виробництва у фільмі Бакши «Класний світ» 1992 року. Її син Майлз Бакши озвучив Тіма Темплтона у фільмі DreamWorks Animation Бебі бос.

## Фільмографія
Продюсер
| рік  | плівка                                                | Позиція               |
| ---- | ----------------------------------------------------- | --------------------- |
| 2020 | Тролі 2: Світове турне                                | Продюсер              |
| 2016 | Тролі                                                 | Продюсер              |
| 2012 | Кіт у чоботях: Троє чортенят (коротке відео)          | Продюсер              |
| 2010 | Donkey's Christmas Shrektacular (короткометражний)    | Продюсер              |
| 2010 | Шрек назавжди                                         | Продюсер              |
| 2007 | Шрек: Різдво (телефільм)                              | Продюсер              |
| 2004 | Губка Боб Квадратні Штани                             | Виконавчий продюсер   |
| 2001 | Джиммі Нейтрон: Геніальний хлопчик                    | Співпродюсер          |
| 1999 | Південний парк: більший, довший і необрізаний         | Лінійний продюсер     |
| 1998 | Покахонтас 2: Подорож у новий світ (відео)            | Асоційований продюсер |
| 1997 | Велика пригода Пуха: Пошуки Крістофера Робіна (відео) | Асоційований продюсер |

Відділ анімації
| рік  | плівка          | Позиція                          |
| ---- | --------------- | -------------------------------- |
| 1994 | Принцеса-лебідь | Фоновий координатор              |
| 1992 | Крутий світ     | Координатор виробництва анімації |

Мистецький відділ
| рік  | плівка                   | Позиція                      |
| ---- | ------------------------ | ---------------------------- |
| 1998 | Мультфільм Суші (серіал) | Будівництво ляльок – 1 серія |

Музичний відділ
| рік  | плівка        | Позиція                         |
| ---- | ------------- | ------------------------------- |
| 2010 | Шрек назавжди | Музикант: додаткові соло флейти |

| рік  | плівка      | Позиція                         |
| ---- | ----------- | ------------------------------- |
| 1992 | Крутий світ | Менеджер з виробництва анімації |

Саундтрек
| рік  | плівка        | Позиція                |
| ---- | ------------- | ---------------------- |
| 2010 | Шрек назавжди | Автор: "Birthday Bash" |

| рік  | плівка      | Позиція                          |
| ---- | ----------- | -------------------------------- |
| 2016 | торти війни | «Шрек» – сама – запрошений суддя |